# Renzo Montagnani

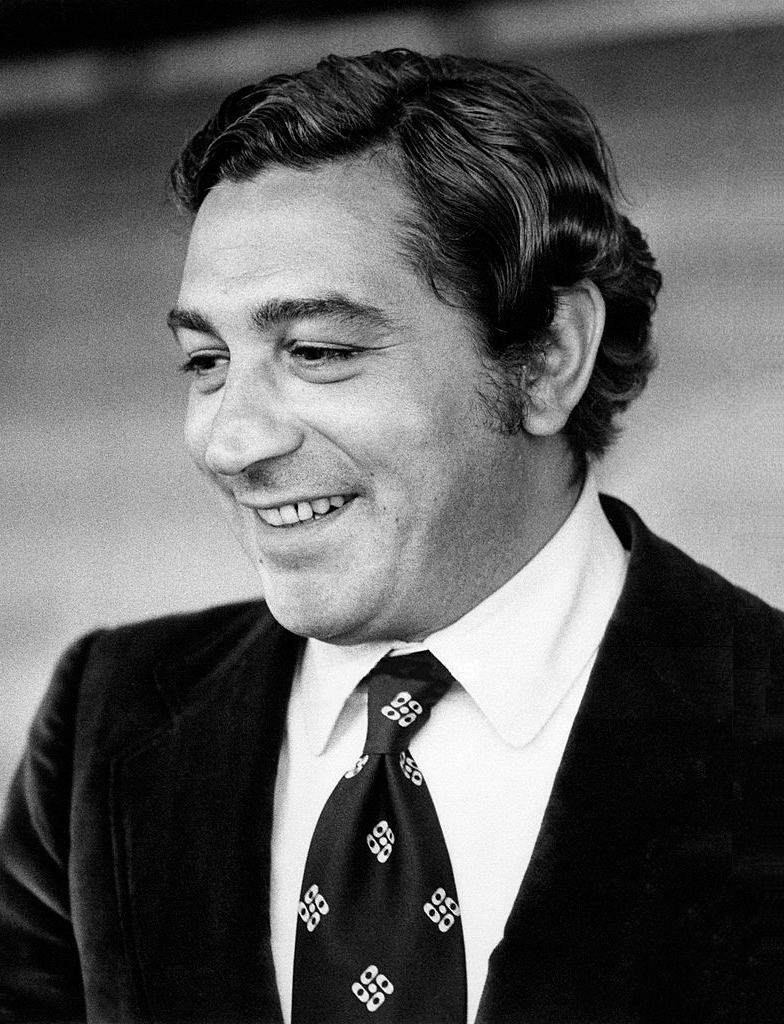
Renzo Montagnani en 1971

Renzo Montagnani (Alessandria, 11 de septiembre de 1930 – Roma, 22 de mayo de 1997) fue un actor y doblador italiano de cine, televisión y teatro.

## Biografía
Nació en Alessandria, en una familia de orígenes florentinos, en el núcleo de la Toscana, donde estudió y se graduó en Farmacia. Se apasionó del teatro durante el periodo universitario y, a mediados de los años cincuenta, se fue a Milán, donde consiguió entrar en varias compañías teatrales. En 1959 se reafirmó como actor teatral recitando I sogni muoiono all'alba.
A principios de los sesenta se fue a Roma para emprender su carrera cinematográfica y televisiva. Aun así, siguió participando en el teatro con "La compañía de los cuatro", un grupo con el que actuó durante tres años. Posteriormente fue contratado para trabajar en un programa de televisión en el que se presentaban las últimas novedades en la música ligera de la época. Tras este paréntesis televisivo, Montagnani se reafirmó también como actor radiofónico.
A comienzos de los ochenta se hizo muy popular gracias a su interpretación del personaje televisivo de "Don Libero", en el programa Ci pensiamo lunedì.
Sin embargo, gran parte de su carrera se halla ligada a sus participaciones en numerosas películas de la comedia erótica italiana, género que le otorgó una notable popularidad durante aquel periodo. Comenzó ya en los inicios de los años setenta con el díptico Quando le donne avevano la coda y Quando le donne persero la coda, y siguió a lo largo de toda la década, reafirmándose como uno de los actores principales del cine llamado trash.
Hay que decir, de todas maneras, que Montagnani se vio obligado a aceptar estos papeles para poder cubrir los ingentes gastos que le provocaba su hijo, gravemente enfermo, que estaba ingresado de manera permanente en una clínica de Londres[cita requerida].

## Filmografía
En caso de no estar disponible en español, se ha optado por dejar el original:
- I sogni muoiono all'alba (1961).
- Viaggio di nozze all'italianna (Viaje de novios a la italiana (1966).
- I sette fratelli Cervi (1967).
- Donne, botte e bersaglieri (1968).
- Faustina (1968).
- La matriarca (Una viuda desenfrenada, 1969).
- Tre ipotesi sulla morte di Pinelli (1970).
- Quando le donne avevano la coda (1970).
- Metello (1970), no acreditado.
- Quando le donne persero la coda (1971).
- Mazzabubù... Quante corna stanno quaggiù? (1971).
- Il prode Anselmo e il suo scudiero (1972).
- Il sindacalista (1972).
- Jus primae noctis (1972).
- Una cavalla tutta nuda (1972).
- L'arma, l'ora, il movente (1972).
- Fiorina la vacca (1973).
- Rappresaglia (Muerte en Roma, 1973).
- Il delito Matteoti (El caso Matteotti, 1973).
- Las locas aventuras de Rabbi Jacob (1973).
- Number one (1973).
- La preda (1974).
- Peccati in famiglia (1975).
- Il vizio di famiglia (1975).
- Quel movimento che mi piace tanto (1975).
- La nuora giovane (1975).
- La moglie vergine (La esposa virgen, 1975).
- Lezioni private (1975).
- La segretaria privata di mio padre (La secretaria particular de mi padre]], 1976).
- Peccatori di provincia (Pecados de provincia, 1976).
- Il letto in piazza (1976).
- Donna... cosa si fa per te (1976).
- Il comune senso del pudore (1976).
- Cassiodoro il più duro del pretorio (1976).
- Una bella governante di colore (1976).
- L'appuntamento (1977).
- La soldatessa alla visita militare (La doctora arma el lío, 1977).
- Il ginecologo della mutua (El ginecólogo de la mutua, 1977).
- Dove volano i corvi d'argento (1977).
- L'insegnante va in collegio (La profesora y el último de la clase, 1978).
- La soldatessa alle grandi manovre (Las maniobras de la doctora con los soldados, 1978).
- L'insegnante viene a casa (La profesora enseña en casa, 1978).
- L'insegnante balla... con tutta la classe (La profesora baila con toda la clase, 1978).
- Viaggio con Anita (Un viaje con Anita, (1979).
- La vedova del trullo (La viuda del tonto, 1979).
- Scusi, lei è normale? (Perdone, señorita, ¿es usted normal?, 1979).
- Riavanti... Marsch! (1979).
- Io zombo, tu zombi, lei zomba (1979).
- Dove vai se il vizietto non ce l'hai? (Nadie es perfecto, 1979).
- Il corpo della ragassa (1979).
- La giacca verde (1980).
- Qua la mano (Horacio y el bailón de Don Fulgencio, 1980).
- Prestami tua moglie (Para no divorciarse, mejor ser pobre, 1980).
- La moglie in vacanza... l'amante in città (La mujer de vacaciones, la amante en la ciudad, 1980).
- Una moglie, due amici, quattro amanti, (Doctor, ¿estoy buena?, 1980).
- La liceale al mare con l'amica di papà (La nena cañón y Don Máximo el ligón, 1980).
- C'è un fantasma nel mio letto (Hay un fantasma en mi cama, 1980).
- Il casinista (1980).
- L'amante tutta da scoprire (Busco amante para un divorcio, 1981).
- La dottoresa preferisce i marinai (La doctora de los marineros, 1981).
- La poliziotta a New York (Tres polis peligrosos en Nueva York, 1981).
- Mia moglie torna a scuola (Mi mujer vuelve al colegio, 1981).
- Il marito in vacanza (1981).
- Crema, cioccolata e pa... prika (1981).
- I carabbinieri (1981).
- L'assistente sociale tutto pepe (1981).
- Le cadeau (El regalo, 1982).
- Pierino la Peste alla riscossa (1982).
- Per favore, occupati di Amelia (Por favor, ocúpate de Amelia, 1982).
- Perche' non facciamo l'amore? (¿Por qué no hacemos el amor?, 1982).
- Amici miei - Atto IIº (Un quinteto a lo loco, 1982).
- Stesso mare stessa spiaggia (1983).
- State buoni si potete (Sed buenos... si podéis, 1983).
- Scherzo del destino in agguato dietro l'angolo come un brigante da strada (1983).
- Champagne in paradiso (1983).
- Occhio, malocchio, prezzemolo e finocchio (1983).
- Amici miei atto III (1985).
- Quelli del casco (1987).
- Rimini, Rimini - Un anno dopo (1988).
- Il volpone (1988).
- Zuppa di pesce (1992).